# Bitwa pod Połonką
Bitwa pod Połonką – starcie zbrojne, które miało miejsce 28 czerwca 1660 podczas wojny polsko-rosyjskiej (1654–1667). W bitwie tej wojska Rzeczypospolitej pod dowództwem hetmana wielkiego litewskiego Pawła Jana Sapiehy i wojewody ruskiego Stefana Czarnieckiego pokonały wojska rosyjskie dowodzone przez Iwana Chowańskiego.
Zwycięstwo spowodowało przerwanie rosyjskiego oblężenia twierdzy w Lachowiczach i wyzwolenie ziem litewskich po górny Dniepr na wschodzie i Dźwinę na północy.

## Wstęp
W końcu czerwca 1660 ruszyła ofensywa wojsk litewskich hetmana Pawła Sapiehy, wspomaganych przez dywizję polską Stefana Czarnieckiego. Zamierzając uwolnić od oblężenia Lachowicze obie armie ruszyły ze Słonimia. Idąc na odsiecz obleganej twierdzy Lachowicze Paweł Sapieha i Stefan Czarniecki prowadzili armię liczącą razem ok. 11 tys. żołnierzy (7 000 wojsk litewskich oraz 4 000 wojsk polskich). Iwan Chowański zwinął oblężenie i pozostawiwszy w obozie kilka tysięcy piechoty dla blokowania twierdzy ruszył z większością sił 9–10 tys. żołnierzy (według opinii Kurbatowa 8500) w kierunku Słonimia, naprzeciw wojsk polsko-litewskich.

## Starcie straży przednich
Rankiem 28 czerwca idąca drogą na Baranowicze polska straż przednia dowodzona przez Aleksandra Połubińskiego przeszła groblę na rzeczce Połonce na wschód od miasteczka Połonka. Natknęła się tutaj na przednie straże armii rosyjskiej. Doszło do krótkiego starcia, w którym Połubiński rozbił Rosjan, a gdy nadszedł Chowański z siłami głównymi, wycofał się za rzeczkę. Siły główne armii Rzeczypospolitej zaczęły się formować do bitwy. Przejścia przez groblę broniło prawe skrzydło, gdzie umieszczone zostały dragonia oraz husaria Czarnieckiego. W centrum ustawiła się piechota polska i litewska oraz wszystkie 7 dział, natomiast lewe skrzydło obsadził Paweł Sapieha wraz z niemal całą jazdą litewską. Odwód ukryto w dolinie.

## Bitwa
Pierwsze natarcie przeprowadził Chowański na groblę. Ogień dragonii powstrzymał nacierających Rosjan, a kontruderzenie husarii wyparło ich z powrotem. Wówczas Chowański spróbował szczęścia przeciwko Litwinom hetmana wielkiego litewskiego Pawła Sapiehy, gdzie rzucił większość swej jazdy. Jednak Litwini nie dali się zepchnąć na mokradła Połonki. Gdy dragonia wojewody ruskiego Stefana Czarnieckiego opanowała wschodni wylot grobli, wojska polsko-litewskie uderzyły na całym froncie. Sapieha przeprawił się w kierunku folwarku Ważginty. Pułkownik Gabriel Wojniłłowicz ze znaczną częścią jazdy (pułkiem królewskim, uprzednio ukrytym przed wzrokiem nieprzyjaciela) obszedł mokradłami rzeczki Połonki lewe skrzydło armii rosyjskiej i wyszedł na jego tyły, rozbijając w Ważgintach osłonę skrzydła złożoną z kilkuset piechoty z działkami. Atak Wojniłłowicza na odwód i lewe skrzydło Rosjan przy jednoczesnym uderzeniu husarii Czarnieckiego i jazdy litewskiej (głównie petyhorcy) Sapiehy doprowadziły do załamania się szyku armii rosyjskiej.
Jazda rosyjska (trzecia część sił rosyjskich) z Chowańskim na czele rzuciły się do ucieczki. W drodze do Połocka uległa jednak rozproszeniu na skutek prowadzonej pogoni litewskiej i narastającej paniki. Szczególnie dał się we znaki uciekającym Rosjanom Samuel Kmicic, który ścigał ich zawzięcie aż do Mira (czyli ok. 60 km).
Ostatecznie Chowański, „dwa razy w łeb cięty”, zdołał się uratować jedynie razem z grupką kilkuset jazdy. Na polu bitwy pozostała osamotniona piechota rosyjska, która schroniła się w pobliskim lasku. Wnet została otoczona, jednak nie zamierzała się poddawać i stawiała zacięty opór. Polacy i Litwini skierowali na lasek działa, zarówno własne, jak i zdobyczne. Zmasowany ogień artyleryjski ostatecznie załamał obronę rosyjskiej piechoty. Według innej wersji piechota rosyjska widząc beznadziejność położenia chciała poddać się i wyszła zza zasieków, a wtedy Czarniecki rozkazał konnicy uderzyć na nią, co skończyło się rzezią. Klęska armii rosyjskiej była zupełna – Rosjanie stracili 3 500 zabitych lub rannych oraz 700 jeńców. Do tego jeszcze usilnie ścigana jazda rosyjska także została w większości rozproszona. Cała armia Chowańskiego przestała istnieć.

## Po bitwie

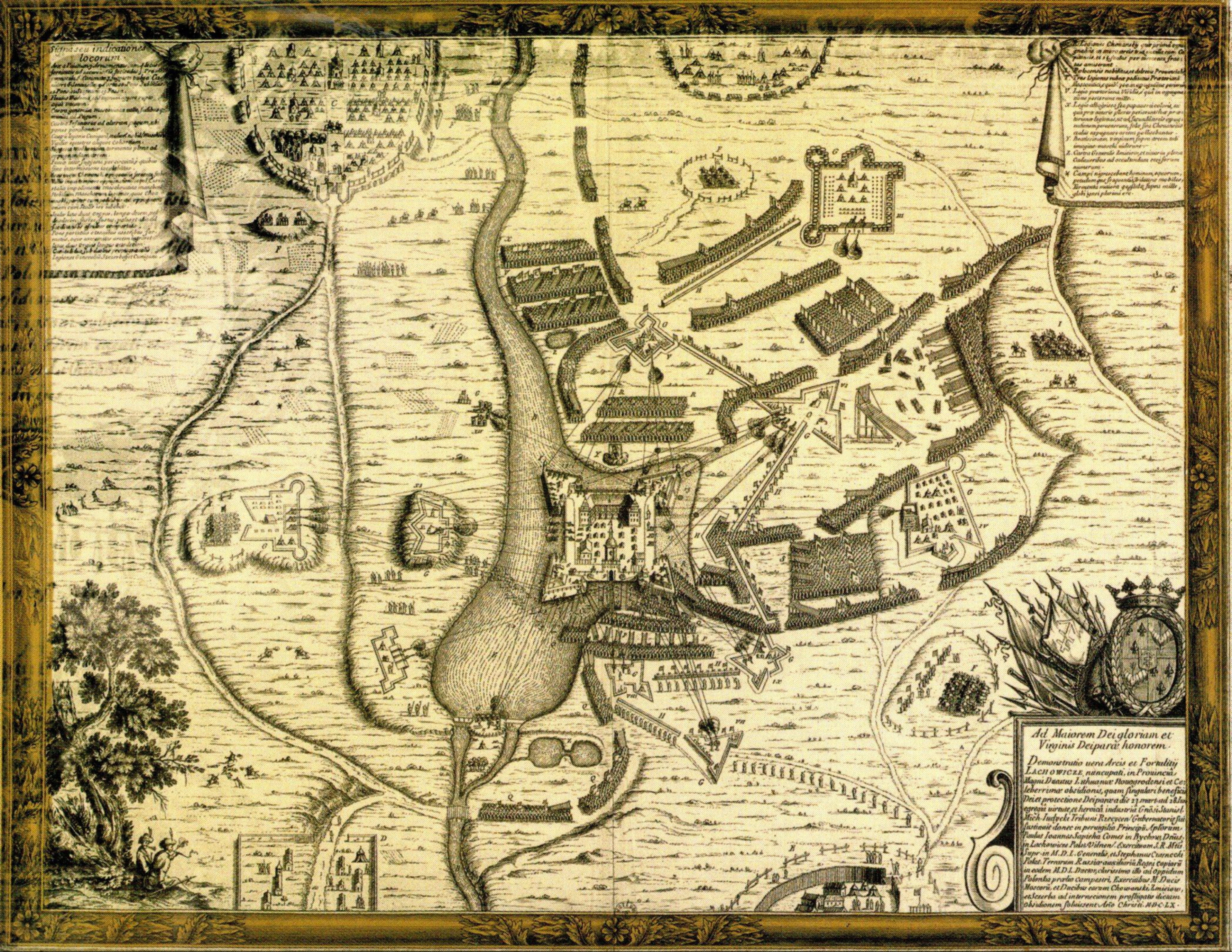
Oblężenie Lachowicz w 1660 roku i obóz rosyjski

Wkrótce po bitwie doszło do kłótni między wodzami o podział łupów i jeńców. Według Jana Chryzostoma Paska Stefan Czarniecki wziął dla siebie aż 2 miliony złotych okupu za jeńców, których długo więził na zamku w Tykocinie (interweniował w tej sprawie sam król). Niewątpliwie przywłaszczył sobie także zdobyte w bitwie armaty.
Świetne zwycięstwo doprowadziło do uwolnienia Lachowicz, które teraz mogły stać się bazą operacyjną wojsk Rzeczypospolitej Obojga Narodów dla dalszych działań przeciwko wojskom rosyjskim na terenie Litwy. Przednie straże wojsk Stefana Czarnieckiego i Pawła Sapiehy wkroczyły do Lachowicz 29 czerwca, opanowując opuszczony w pośpiechu obóz rosyjski.